# Regret (émotion)
Pour les articles homonymes, voir Regret.

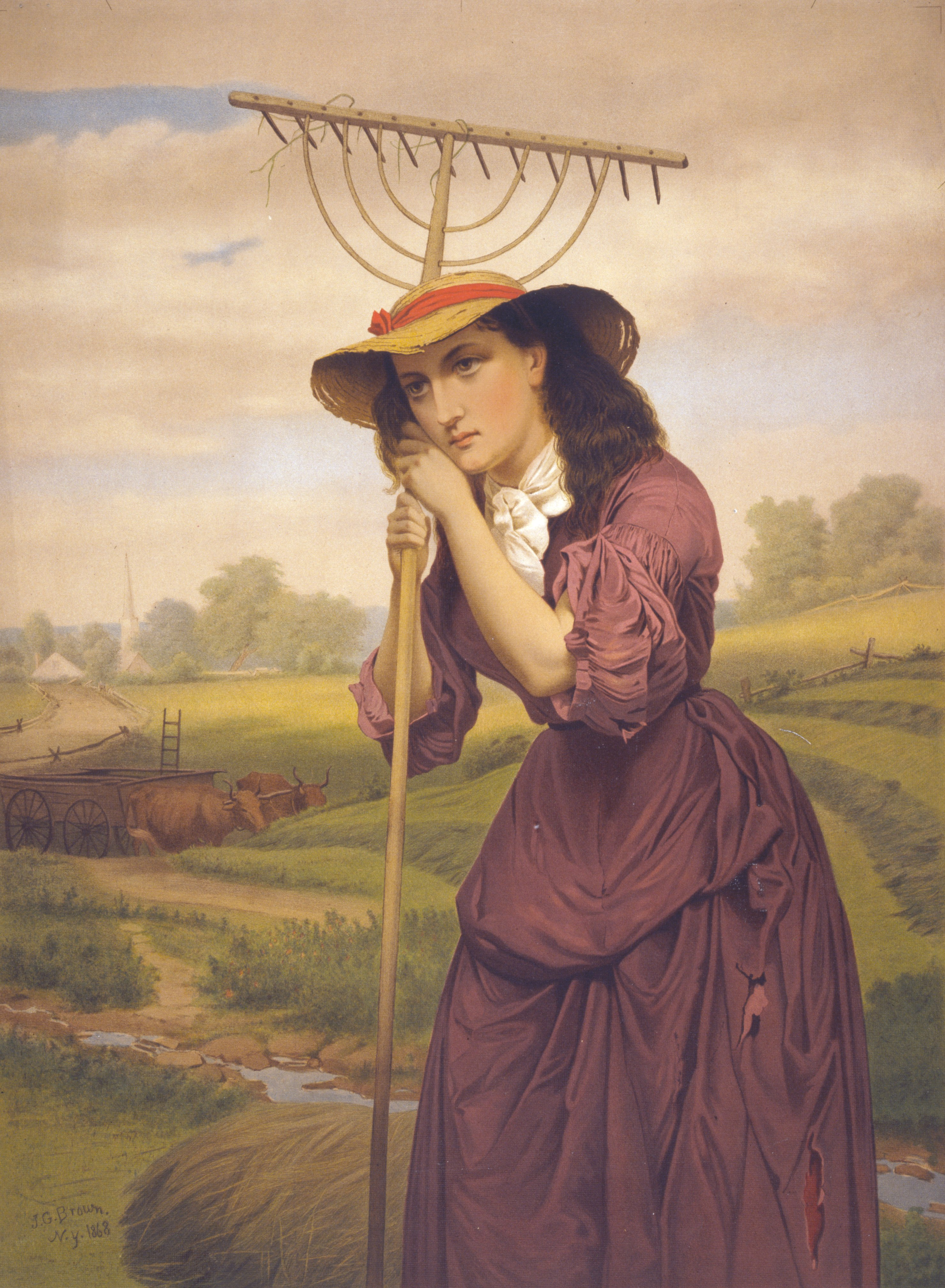
L’héroïne de John Greenleaf Whittier, Maud Muller, reste à distance, regrettant ses actions et pensant à ce qui aurait pu être fait.

Le regret est une réaction émotionnelle consciencieuse et négative concernant des actes et comportements personnels du passé. Le regret est souvent exprimé par le terme « désolé ». Le regret est souvent ressenti lors d’un chagrin, d’une honte, d’un embarras, d’une dépression, d’ennui ou de culpabilité après avoir commis une ou plusieurs actions qu’un individu souhaite plus tard ne pas avoir faites. Le regret est distinct de la culpabilité, qui est une profonde forme de regret. Par comparaison, la honte se réfère typiquement à un aspect social (plutôt que personnel) de culpabilité ou (dans un contexte mineur) de regret comme imposé par la société ou culture (éthique et moral), ayant une influence sur l’honneur.
Le regret est également distinct du remords, qui est une forme émotionnelle plus directe de regret pour les actions passées considérées par la société comme blessantes, honteuses ou violentes. Malgré le regret, cela inclut un fort désir de présenter ses excuses aux autres, plutôt qu’une réflexion interne sur les actions d’autrui, et peut être exprimé (sincèrement ou non) afin de réduire l’état émotionnel d’un individu.
Le regret ne se rapporte pas seulement à une action qui a été commise, il existe également un regret d’inaction important. Un bon nombre d’individus se disent regretter une situation durant laquelle ils n’ont pu réagir.

## Description
Le sentiment de regret a cette particularité de donner une sensation d'impuissance. L’impression que l’on ne pourra pas revenir en arrière, qu’il faut se résoudre. Que l’on ne pourra pas rattraper une occasion manquée et/ou effacer un événement. Le regret est une émotion cognitive plutôt complexe à définir de par ses nombreuses caractéristiques. Il peut être plus ou moins douloureux, et ressenti à la suite d'une action autant qu'à la suite d'une inaction. Le fait en question ne découle pas forcément de la volonté de la personne qui ressent la douleur du regret. Cette définition prenant en compte ces trois critères (intensité de la douleur, définition du sentiment en tant qu’état cognitif et émotionnel, degré d’implication de la personne dans l’événement) est donnée par Landman (1993). Il est question d’action, mais le regret peut également concerner seulement des pensées. Il peut être le résultat d’une transgression morale ou légale, ou être neutre. Finalement le regret est une expérience cognitive d’émotion raisonnée, c’est-à-dire qui résulte d’un regard critique sur le passé. Il implique donc le jugement de soi, et la mémoire.
Exemple : « Je regrette de ne pas avoir mangé le gâteau au chocolat. » / « J'ai du remords d'avoir mangé ce gâteau à la cerise. »

## Expériences
Différentes expériences réalisées par Kahneman et Tversky (1982) montrent l’évolution du sentiment avec le temps, Gilovich et Medvec (1994) précisent ces études en montrant que la plupart des individus expriment plus de regret après une inaction, et que l’intensité du regret après une inaction augmente avec le temps, alors qu’après une action, ce sentiment diminuera avec le temps. Une action commise semble avoir un plus fort impact direct, mais il est alors possible de mettre en place différentes stratégies pour s’y adapter. Trois facteurs décrits par Gilovich interviennent alors : le fait de chercher à compenser une action qui n’aurait pas dû avoir lieu, grâce aux conséquences concrètes de cette action. Le fait que l’optimisme des individus ressentant un sentiment de regret après une action est meilleur qu’après une inaction, optimisme qui aidera alors à mettre en place des stratégies de compensations. Enfin une meilleure réduction de la dissonance cognitive que peut impliquer le sentiment de regret, ce qui pousse à chercher tout de même à avoir un résultat. 
Gilovich a mis en place une expérience, variante de l’expérience de MountyHall, pour montrer le besoin de réduction de la dissonance cognitive. Des individus sont invités à faire un choix entre différentes portes, après qu’un expérimentateur leur a fait une suggestion de choix. Derrière cette porte le participant trouve un autocollant ; lorsqu’à la fin de l’expérience on lui propose de dire pour quelle somme d’argent il rendrait cet autocollant, on observe que si les participants n’ont pas suivi le conseil de l’expérimentateur, ils proposeront une somme plus élevée que s’ils suivent le conseil ou s’ils n’ont pas eu de choix dans leur décision. Les individus ressentent donc plus de mérite lorsqu’ils ont agi. 
Les études montrant que la douleur d’une inaction augmente avec le temps, mettant en avant le fait que la confiance dans la capacité à réaliser ce qui ne l’a pas été augmente avec le temps. Il est demandé à des étudiants s’ils pensent être capables de suivre un cours supplémentaire à l’université. Les étudiants encore dans leur cursus s'en sentent moins capables, alors que des individus qui ont terminé leurs études sont plus confiants dans le fait qu’ils auraient pu suivre ce cours. (Expérience de Gilovich et al., 1993) Peut-être est-ce un manque de réalisme dû à l’oubli partiel du contexte réel ? De plus il semblerait que les facteurs menant à une inaction sont moins significatifs que ceux menant à une action. Les conséquences d’une action regrettée semblent être plus finies que celles d’une non-action. C’est la satisfaction « d’avoir au moins essayé de ... » contre la porte ouverte à l’imagination : « Que se serait-il passé si...? »
Enfin on peut parler de l'Effet Zeigarnik (1927). Après avoir été ébloui par la capacité d’un serveur à se rappeler une commande, puis à l’oublier dès quelle fut payée, il mit en place une expérience en laboratoire qui lui montra que des tâches non réalisées semblent être plus présentes en mémoire que celles finies. 
Gilovich et Medvec (1995) appliquent cette expérience au sentiment de regret. Ils demandent aux sujets quelles sont leurs plus grands regrets résultant d’une action et ceux résultant d’une inaction. Trois semaines plus tard ils doivent rappeler les différents regrets qu’ils avaient exprimés. Après ce délai, seulement 39 % des actions regrettées sont remémorées, contre 64 % des inactions regrettées. 
Finalement le mieux est d’utiliser le sentiment de regret comme un outil qui nous pousserait à faire ce que l’on n'ose pas, en suivant le proverbe « Qui ne tente rien n’a rien. »